# Antoni Palau i Térmens

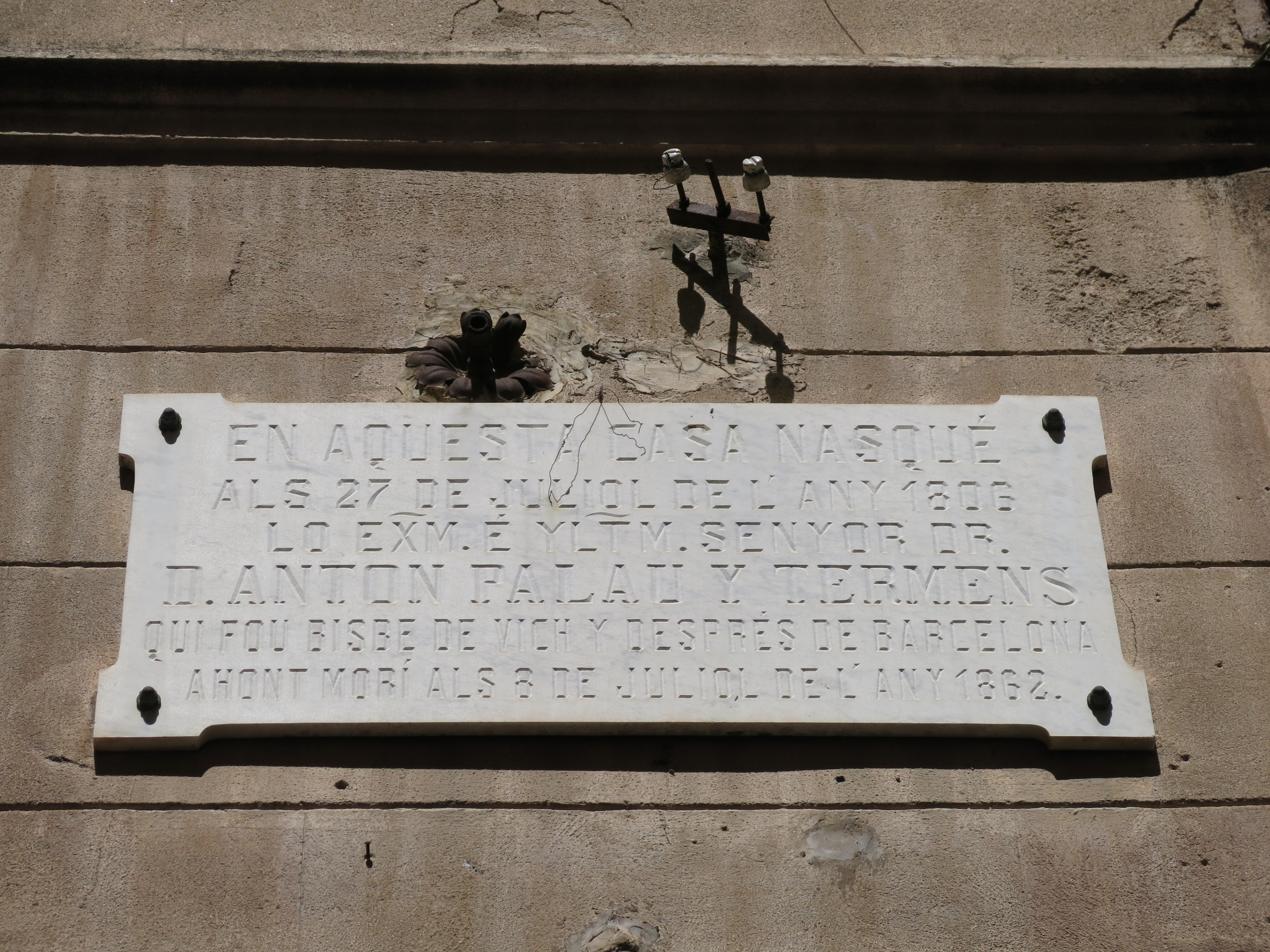
Placa en record del naixement d'Anton Palau i Térmens al carrer de Sant Antoni núm. 53 de Valls

Antoni Palau i Térmens   (Valls, 26 de juliol de 1806 - Barcelona, 8 de juliol de 1862) fou un eclesiàstic i escriptor català.

## Biografia
Estudià al Seminari Conciliar de Barcelona, i teologia al de Tarragona. Seguí estudis de matemàtiques a Cervera i s'ordenà sacerdot el 1837. Fou professor dels seminaris de Barcelona i Tarragona, i canonege magistral de la catedral d'aquesta darrera fins al 1854, quan en que fou designat bisbe de Vic, on inicià la reforma parroquial i la publicació del Boletín Oficial del Obispado. El 1857 fou traslladat a la diòcesi de Barcelona, on substituí Josep Domènec Costa i Borràs, i hi exercí fins al 1862.
El bisbe Palau fou una de les més destacades veus eclesiàstiques contràries al liberalisme en la dificultosa transició de l'antic règim al liberalisme durant l'època d'Isabel II. En aquesta línia fundà la Revista Católica l'any 1844, una publicació de caràcter apologètic i contrària al liberalisme. El 1858 publicà uns nous estatuts del Seminari Conciliar de Barcelona.
Defensà els valors tradicionals religiosos enfront del món modern i la indiferència religiosa de la societat. Seguia els canvis i transformacions socials, econòmiques i culturals que comportaven les idees liberals i la industrialització. Especialment durant la seva etapa barcelonina. Formà part d'un moviment catòlic que treballava per influir en aquests nous temps socials. Una expressió de qual era la "Llibreria Religiosa" que ell va contribuí a fundar. Portà a terme reformes a les diòcesis que administrà com ara la reorganització d'ambdós seminaris.